# Thymus dahuricus
Thymus dahuricus — вид рослин родини глухокропивові (Lamiaceae), поширений на півдні Сибіру, Монголії, півночі Китаю.

## Опис
Стебла чотирикутні. Листки коротко черешкові, довгасті або лінійні, 6–14 мм, оголені. Суцвіття головчасті; чашечка фіолетова, довжиною 3–4 мм; квіти 5–7 мм завдовжки.

## Поширення
Поширений на півдні Сибіру (Амур, Бурятія, Чита, Хабаровськ), Монголії, півночі Китаю (Внутрішня Монголія, Маньчжурія).